# Dominica ai Giochi della XXXIII Olimpiade
La Dominica ha partecipato ai Giochi della XXXIII Olimpiade, svoltisi a Parigi dal 26 luglio all'11 agosto 2024, con una delegazione di 4 atleti, 2 uomini e 2 donne, in 2 discipline.

## Medagliere

### Per disciplina
| Sport            | Oro | Argento | Bronzo | Totale |
| ---------------- | --- | ------- | ------ | ------ |
| Atletica leggera | 1   | 0       | 0      | 1      |
| Totale           | 1   | 0       | 0      | 1      |

### Medaglie
| Medaglia | Nome        | Sport            | Evento                 |
| -------- | ----------- | ---------------- | ---------------------- |
| Oro      | Thea LaFond | Atletica leggera | Salto triplo femminile |

## Delegazione
| Sport            | Uomini | Donne | Totale |
| ---------------- | ------ | ----- | ------ |
| Atletica leggera | 1      | 1     | 2      |
| Nuoto            | 1      | 1     | 2      |
| Totale           | 2      | 2     | 4      |

## Risultati

### Atletica leggera
| Q | Qualificato al turno successivo per la posizione in qualificazione                                                           |
| q | Qualificato per il turno successivo per ripescaggio o, negli eventi su campo, conquistando la misura minima per qualificarsi |

Eventi su pista e strada
| Atleta       | Evento      | Batterie  | Batterie  | Ripescaggio | Ripescaggio | Semifinale      | Semifinale      | Finale          | Finale          |
| Atleta       | Evento      | Risultato | Posizione | Risultato   | Posizione   | Risultato       | Posizione       | Risultato       | Posizione       |
| ------------ | ----------- | --------- | --------- | ----------- | ----------- | --------------- | --------------- | --------------- | --------------- |
| Dennick Luke | 800 m piani | 1:47.54   | 8         | 1:46.81 NR  | 6           | non qualificato | non qualificato | non qualificato | non qualificato |

Eventi su campo
| Atleta      | Evento                 | Qualificazione | Qualificazione | Finale   | Finale    |
| Atleta      | Evento                 | Distanza       | Posizione      | Distanza | Posizione |
| ----------- | ---------------------- | -------------- | -------------- | -------- | --------- |
| Thea LaFond | Salto triplo femminile | 14.35          | 7 Q            | 15.02    | Oro       |

### Nuoto
| Atleta            | Evento                      | Batterie | Batterie  | Semifinale      | Semifinale      | Finale          | Finale          |
| Atleta            | Evento                      | Tempo    | Posizione | Tempo           | Posizione       | Tempo           | Posizione       |
| ----------------- | --------------------------- | -------- | --------- | --------------- | --------------- | --------------- | --------------- |
| Warren Lawrence   | 50 m stile libero           | 24.67    | 52        | non qualificato | non qualificato | non qualificato | non qualificato |
| Jasmine Schofield | 50 m stile libero femminili | 29.91    | 60        | non qualificato | non qualificato | non qualificato | non qualificato |

Le qualificazioni per gli ultimi round (Q) di tutti gli eventi sono state decise solo in base al tempo, pertanto le posizioni mostrate sono i risultati complessivi rispetto ai concorrenti in tutte le batterie.